# 當奴·克利夫頓
當奴·克利夫頓（英語：Donald O. Clifton，1924年2月5日—2003年9月4日）是美國著名的心理學家、教育家、作家及企業家。 他成立了蓋洛普民調中心，並開發了蓋洛普的「能力發現剖析測驗」。 當奴·克利夫頓被美國心理學會授予「優勢心理學之父」及「正向心理學之父」的名譽。

## 生平
1924年出生於美國內布拉斯加州比尤特市。
在內布拉斯加大學林肯分校獲得了數學及教育心理學兩個學位。
在第二次世界大戰期間加入了美國陸軍空軍，並獲得了傑出飛行十字勳章
1950年至1969年，於內布拉斯加大學擔任教育心理學教授。
1990年，獲得由內布拉斯加大學授於的人文信件榮譽博士學位。
1999年，創立了在線評估工具《能力發現剖析測驗》。
2001年，獲得由阿蘇薩太平洋大學授於的法律榮譽博士學位。
2001年，與馬克斯·巴金漢合著《發現我的天才——打開34個天賦的禮物》
2003年，於美國內布拉斯加州林肯市去世，終年79歲

## 著作
- 《發現我的天才——打開34個天賦的禮物》與馬克斯·巴金漢合著
- 《飛向成功》[7]
- 《你的桶子有多滿？》
- 《StrengthsQuest》